# Mammillaria bocasana
Espèce
Classification APG III (2009)
Synonymes
Synonymes homotypiques : 
- Cactus bocasanus (Poselg.) (1894)
- Chilita bocasana (Poselg.) (1926)
- Ebnerella bocasana (Poselg.) (1951)
- Krainzia bocasana (Poselg.) (2000)
- Neomammillaria bocasana (Poselg.) (1923)

Synonymes hétérotypiques
- Cactus eschauzieri JMCoult.(1894)
- Chilita eschanzieri (JMCoult.)(1926)
- Chilita haehneliana (Boed.) (1954)
- Chilita hirsuta (Boed.)(1936)
- Chilita icamolensis (Boed.) (1954)
- Chilita knebeliana (Boed.) (1954)
- Chilita kunzeana (Boed. & Quehl)(1926)
- Chilita longicoma (Britton & Rose)(1926)
- Ebnerella eschauzieri (JMCoult.)(1951)
- Ebnerella haehneliana (Boed.)(1951)
- Ebnerella icamolensis (Boed.)(1951)
- Ebnerella knebeliana (Boed.)(1951)
- Ebnerella kunzeana (Boed. & Quehl)(1951)
- Ebnerella longicoma (Britton & Rose)(1951)
- Krainzia bocasana subsp. eschauzieri (JMCoult.)(2000)
- Mammillaria bocasana subsp. eschauzieri (JMCoult.)(1995)
- Mammillaria bocasana var. kunzeana Quehl (1916)
- Mammillaria eschauzieri (JMCoult.)(1945)
- Mammillaria haehneliana Boed.(1934)
- Mammillaria hirsuta Boed.(1919)
- Mammillaria hirsuta var. grandis Rep. (1987)
- Mammillaria icamolensis Boed.(1933)
- Mammillaria knebeliana Boed. (1932)
- Mammillaria kunzeana Boed. & Quehl(1912)
- Mammillaria longicoma (Britton & Rose) (1929)
- Neomammillaria bocasana var. sericata (Lem.) Y.Itô chez Cactaceae : 571 (1981)
- Neomammillaria bocasana var. splendens (Lem.)(1981)
- Neomammillaria eschauzieri (JMCoult.)(1926)
- Neomammillaria hirsuta (Boed.)(1923)
- Neomammillaria kunzeana (Boed. & Quehl)(1923)
- Neomammillaria longicoma Britton & Rose(1923)
- Neomammillaria longicoma var. flavispina (Y.Itô)(1981)
- Neomammillaria longicoma var. multiflora (Y.Itô)(1981)

Statut de conservation UICN

LC : Préoccupation mineure
Mammillaria bocasana ou le « Mamillaire de Bocas » est est une espèce de cactus de la sous-famille des Cactoideae. Il est souvent vendu comme un cactus "houppette", et aussi comme "Powder Puff Pincushion." (coussin à poudre à épingles) La plante est protégée contre la cueillette dans la nature au Mexique.

## Habitat

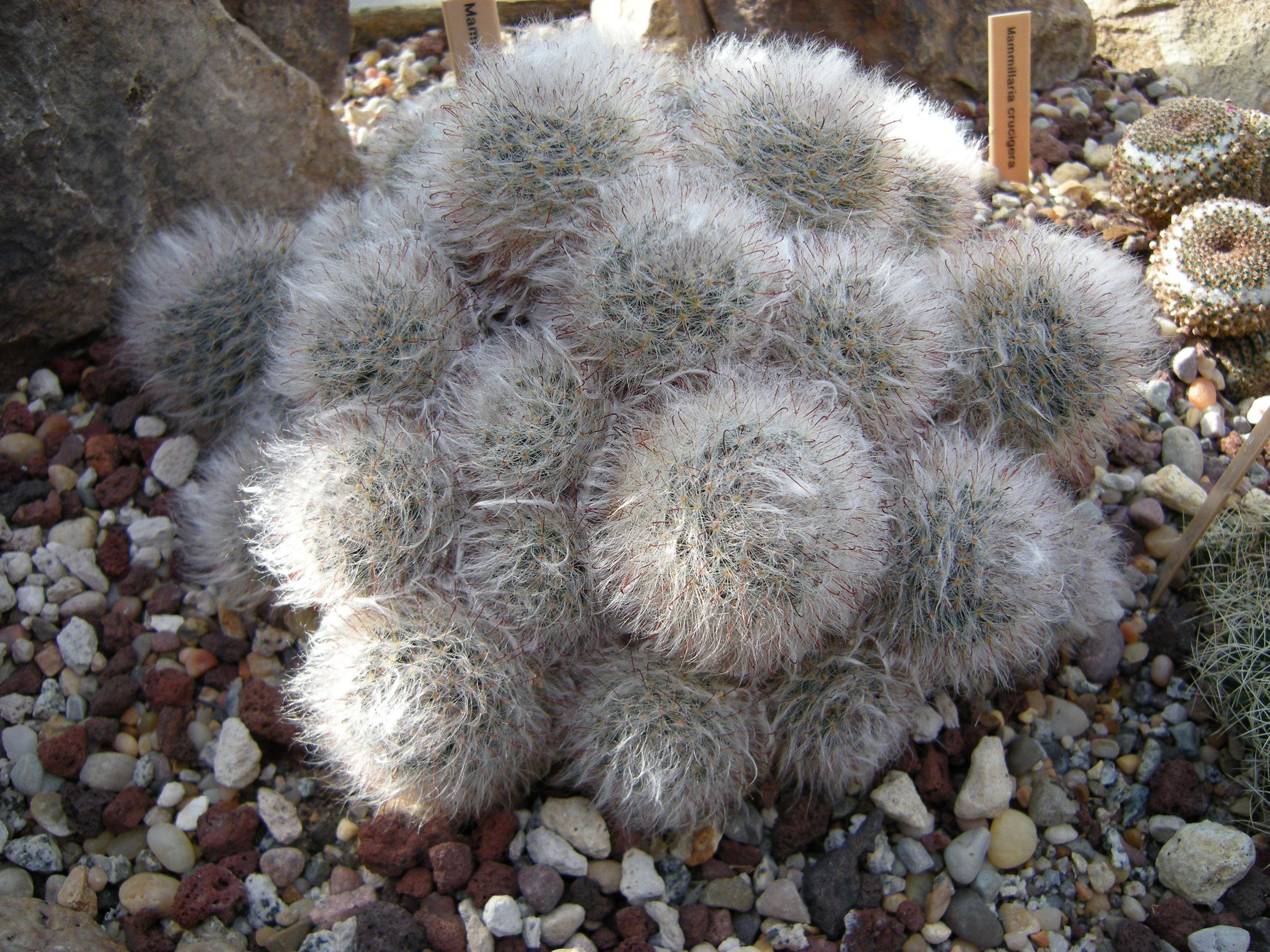
Colonie de Mammillaria bocasana

Dans son habitat naturel du centre-nord du Mexique, on le trouve entre 1 650 et 2 300 mètres au-dessus du niveau de la mer. Il pousse sur les parois des canyons, dans la roche volcanique et dans les environs semi-désertiques, souvent sous des buissons de plantes locales.

## Description
Mammillaria bocasana est un cactus globulaire hémisphérique qui forme des colonies de couleur blanchâtre. Ses "épines blanches ressemblent à des cheveux" qui recouvrent ses épines centrales radiales et crochues. Au printemps et en été, il porte plusieurs fleurs de couleur crème ou rose. Plus tard, Mammillaria bocasana forme un fruit cylindrique rouge qui contient des graines brun rougeâtre qui présentent un hile partiellement latéral. Sa forme peut être variable, avec de nombreuses variétés ou sous-espèces différentes.

## Culture
Mammillaria bocasana  se multiplier à partir de graines. Il peut tolérer des températures de -7 degrés Celsius pendant de courtes périodes. Il a remporté le Award of Garden Merit de la Royal Horticultural Society.